# Micreremites caulopis
Micreremites caulopis là một loài bướm đêm trong họ Erebidae.